# AACTA Awards 2015 (Januar)
Die 4. Verleihung der australischen AACTA Awards (englisch 4th AACTA Awards), die jährlich von der Australian Academy of Cinema and Television Arts (AACTA) vergeben werden, fand zweigeteilt am 27. und 29. Januar 2015 im Casino The Star in Sydney statt. Die AACTA Awards sind die Fortsetzung der AFI Awards, die von 1958 bis 2010 durch das Australian Film Institute (AFI) vergeben wurden. Sie ehrten die besten australischen Filme und Sendungen des Jahres 2014 und sind so das Gegenstück zu den im selben Monat stattgefundenen vierten AACTA International Awards für internationale Filme. Die Verleihung wurde bei Network 10 gezeigt.

## Gewinner und Nominierte
| Film                                   | N | A |
| -------------------------------------- | - | - |
| Predestination                         | 9 | 4 |
| Das Versprechen eines Lebens           | 9 | 3 |
| The Rover                              | 7 | 2 |
| Der Babadook                           | 6 | 3 |
| Die Liebe seines Lebens                | 6 | 2 |
| Der kleine Tod – Eine Komödie über Sex | 6 | 0 |
| Charlie’s Country                      | 5 | 1 |
| Spuren                                 | 4 | 0 |
| 52 Tuesdays                            | 2 | 0 |

### Bester Film
Der Babadook (The Babadook) – Produktion: Kristina Ceyton und Kristian Moliere

Das Versprechen eines Lebens (The Water Diviner) – Produktion: Troy Lum, Andrew Mason und Keith Rodger
Charlie’s Country – Produktion: Rolf de Heer, Peter Djigirr und Nils Erik Nielsen
Predestination – Produktion: Paddy McDonald, Tim McGahan, Peter und Michael Spierig
Die Liebe seines Lebens (The Railway Man) – Produktion: Chris Brown, Bill Curbishley und Andy Paterson
Spuren (Tracks) – Produktion: Iain Canning und Emile Sherman

### Beste Regie
Jennifer Kent – Der Babadook (The Babadook)
Rolf de Heer – Charlie’s Country
Peter und Michael Spierig – Predestination
David Michôd – The Rover

### Bestes Originaldrehbuch
Jennifer Kent – Der Babadook (The Babadook)
Matthew Cormack und Sophie Hyde – 52 Tuesdays
Rolf de Heer und David Gulpilil – Charlie’s Country
Andrew Anastasios und Andrew Knight – Das Versprechen eines Lebens (The Water Diviner)

### Bestes adaptiertes Drehbuch
Frank Cottrell Boyce und Andy Paterson – Die Liebe seines Lebens (The Railway Man)
Peter und Michael Spierig – Predestination

### Bester Hauptdarsteller
David Gulpilil – Charlie’s Country
Russell Crowe – Das Versprechen eines Lebens (The Water Diviner)
Damon Herriman – Der kleine Tod – Eine Komödie über Sex (The Little Death)
Guy Pearce – The Rover

### Beste Hauptdarstellerin
Sarah Snook – Predestination
Kate Box – Der kleine Tod – Eine Komödie über Sex (The Little Death)
Essie Davis – Der Babadook (The Babadook)
Mia Wasikowska – Spuren (Tracks)

### Bester Nebendarsteller
Yılmaz Erdoğan – Das Versprechen eines Lebens (The Water Diviner)
Patrick Brammall – Der kleine Tod – Eine Komödie über Sex (The Little Death)
Robert Pattinson – The Rover
T. J. Power – Der kleine Tod – Eine Komödie über Sex (The Little Death)

### Beste Nebendarstellerin
Susan Prior – The Rover
Erin James – Der kleine Tod – Eine Komödie über Sex (The Little Death)
Jacqueline McKenzie – Das Versprechen eines Lebens (The Water Diviner)
Kate Mulvany – Der kleine Tod – Eine Komödie über Sex (The Little Death)

### Beste Filmmusik
David Hirschfelder – Die Liebe seines Lebens (The Railway Man)
David Hirschfelder – Healing
Antony Partos und Sam Petty – The Rover
Peter Spierig – Predestination

### Beste Kamera
Ben Nott – Predestination
Marden Dean – Fell
Garry Phillips – Die Liebe seines Lebens (The Railway Man)
Mandy Walker – Spuren (Tracks)

### Bester Schnitt
Matt Villa – Predestination
Bryan Mason – 52 Tuesdays
Simon Njoo – Der Babadook (The Babadook)
Matt Villa – Das Versprechen eines Lebens (The Water Diviner)

### Bestes Szenenbild
Matthew Putland – Predestination
Josephine Ford – The Rover
Alex Holmes – Der Babadook (The Babadook)
Chris Kennedy – Das Versprechen eines Lebens (The Water Diviner)

### Beste Kostüme
Tess Schofield – Das Versprechen eines Lebens (The Water Diviner)
Wendy Cork – Predestination
Lizzy Gardiner – Die Liebe seines Lebens (The Railway Man)
Mariot Kerr – Spuren (Tracks)

### Bester Ton
Justine Angus, Des Kenneally, Francis Ward Lindsay, Robert Mackenzie, Sam Petty und Brooke Trezise – The Rover
Gethin Creagh, Colin Nicolson, Andrew Plain, Craig Walmsley und David White – Die Liebe seines Lebens (The Railway Man)
James Currie und Tom Heuzenroeder – Charlie’s Country
Robert Mackenzie, Andrew Plain, Grant Shepherd und William Ward – Felony

### Beste visuelle Effekte oder beste Animationen
Grant Freckelton, Chris McKay, Amber Naismith und Aidan Sarsfield – The LEGO Movie
Blondel Aidoo, Tim Crosbie, Adam Paschke, Richard Stammers und Cameron Waldbauer – X-Men: Zukunft ist Vergangenheit (X-Men: Days of Future Past)
Emmanuel Blasset, Luke Hetherington und Will Reichelt – Dinosaurier 3D – Im Reich der Giganten (Walking with Dinosaurs)
David Booth, Prue Fletcher, Adam Paschke und Marc Varisco – Das Versprechen eines Lebens (The Water Diviner)

### Bester Dokumentarfilm
Ukraine Is Not a Brothel – Produktion: Kitty Green, Jonathan auf der Heide und Michael Latham
All This Mayhem – Produktion: James Gay-Rees, Eddie Martin und George Pank
James Cameron’s Deepsea Challenge (Deepsea Challenge 3D) – Produktion: Brett Popplewell und Andrew Wight
The Last Impresario – Produktion: Nicole O’Donohue

### Beste Regie bei einer Dokumentation
Eddie Martin – All This Mayhem
Kitty Green – Ukraine is Not a Brothel
Christopher Houghton – Sons & Mothers
Lynette Wallworth – Tender

### Bester Kurzfilm
Florence Has Left the Building – Regie: Mirrah Foulkes; Produktion: Alex White
Grey Bull – Regie: Eddy Bell; Produktion: Khoby Rowe
The iMom – Regie: Ariel Martin; Produktion: Anna Fawcett und Ariel Martin
Welcome to Iron Knob – Regie: Dave Wade; Produktion: Alexandra Blue

### Bester animierter Kurzfilm
Grace Under Water – Regie und Produktion: Anthony Lawrence
God Squad – Regie: Nicholas Kempt; Produktion: Troy Zafer
Love in the Time of March Madness – Regie und Produktion: Melissa Johnston und Robertino Zambrano
The Video Dating Tape of Desmondo Ray, Aged 33 & 3/4 – Regie und Produktion: Steve Baker

### Beste Dramaserie
The Code – Produktion: Shelley Birse, David Maher und David Taylor
Janet King – Produktion: Lisa Scott und Karl Zwicky
Puberty Blues – Produktion: Imogen Banks und John Edwards
Rake – Produktion: Ian Collie, Peter Duncan und Richard Roxburgh

### Beste Comedyserie
Utopia – Produktion: Santo Cilauro, Tom Gleisner, Michael Hirsh und Rob Sitch
It’s a Date – Produktion: Andrea Denholm, Peter Helliar, Paul Walton und Laura Waters
The Moodys – Produktion: Jason Burrows, Phil Lloyd, Trent O’Donnell und Chloe Rickard
Please Like Me – Produktion: Todd Abbott, Josh Thomas und Kevin Whyte
Shaun Micallef’s Mad as Hell – Produktion: Peter Beck und Shaun Micallef

### Bester Fernsehfilm oder beste Miniserie
Devil’s Playground – Produktion: Blake Ayshford, Helen Bowden, Simon Burke und Penny Chapman
Carlotta – Produktion: Riccardo Pellizzeri und Lara Radulovich
INXS: Never Tear Us Apart – Produktion: Rory Callaghan, Mark Fennessy, Kerrie Mainwaring und Andrew Prowse
Secrets & Lies – Produktion: Nathan Mayfield, Leigh McGrath und Tracey Robertson

### Beste Kinderserie
The Flamin’ Thongs – Produktion: Keith Saggers und Colin South
Get Ace – Produktion: Jack Christian und D. J. McPherson
Sam Fox: Extreme Adventures – Produktion: Cherrie Bottger, Michael Bourchier, Arne Lohmann und Suzanne Ryan
Das schlimmste Jahr meines Lebens – Reloaded (Worst Year of My Life Again) – Produktion: Ross Allsop und Bernadette O’Mahony

### Beste Unterhaltungssendung
Hamish & Andy’s Gap Year: South America – Produktion: Tim Bartley, Frank Bruzzese, Sophia Mogford und Ryan Shelton
The Checkout – Produktion: Julian Morrow, Nick Murray und Martin Robertson
Paddock to Plate – Produktion: Rod Parker
The Project – Produktion: Craig Campbell

### Beste Realitysendung
The Voice – Produktion: Julie Ward
MasterChef Australia – Produktion: Margaret Bashfield, Dave Forrester, David McDonald und Keely Sonntag
The Voice Kids – Produktion: Julie Ward
The X Factor – Produktion: Jonathon Summerhayes

### Beste Hauptdarsteller – Drama
Ashley Zukerman – The Code
Luke Arnold – INXS: Never Tear Us Apart
Richard Roxburgh – Rake
Dan Spielman – The Code

### Beste Hauptdarstellerin – Drama
Marta Dusseldorp – Janet King
Danielle Cormack – Wentworth
Ashleigh Cummings – Puberty Blues
Kat Stewart – Offspring

### Bester Neben- oder Gastdarsteller – Drama
Eamon Farren – Carlotta
Andrew McFarlane – Devil’s Playground
Andrew Ryan – INXS: Never Tear Us Apart
Dan Wyllie – Rake

### Beste Neben- oder Gastdarstellerin – Drama
Chelsie Preston Crayford – The Code
Charlotte Best – Puberty Blues
Piper Morrissey – Secrets & Lies
Denise Roberts – Schapelle

### Bester Darsteller – Comedy
Debra Lawrance – Please Like Me
Patrick Brammall – The Moodys
Celia Pacquola – Utopia
Josh Thomas – Please Like Me

### Beste Regie im Fernsehen
Shawn Seet – The Code (Episode 1)
Tony Krawitz – Devil’s Playground (Episode 4 The Forgiveness of Sins)
Daina Reid – INXS: Never Tear Us Apart (Episode 1)
Matthew Saville – Please Like Me (Episode 13 Scroggin)

### Bestes Drehbuch im Fernsehen
Josh Thomas – Please Like Me (Episode 13 Scroggin)
Shelley Birse – The Code (Episode 1)
Peter Duncan – Rake (Episode 17)
Phil Lloyd und Trent O’Donnell – The Moodys (Episode 1 Australia Day)